# Blagny
Blagny és un municipi francès situat al departament de les Ardenes i a la regió del Gran Est. L'any 2007 tenia 1.230 habitants.

## Demografia

### Població
El 2007 la població de fet de Blagny era de 1.230 persones. Hi havia 482 famílies de les quals 128 eren unipersonals (33 homes vivint sols i 95 dones vivint soles), 173 parelles sense fills, 173 parelles amb fills i 8 famílies monoparentals amb fills.
La població ha evolucionat segons el següent gràfic:
Habitants censats

### Habitatges
El 2007 hi havia 548 habitatges, 503 eren l'habitatge principal de la família, 3 eren segones residències i 42 estaven desocupats. 498 eren cases i 49 eren apartaments. Dels 503 habitatges principals, 344 estaven ocupats pels seus propietaris, 156 estaven llogats i ocupats pels llogaters i 3 estaven cedits a títol gratuït; 7 tenien dues cambres, 61 en tenien tres, 138 en tenien quatre i 296 en tenien cinc o més. 321 habitatges disposaven pel capbaix d'una plaça de pàrquing. A 271 habitatges hi havia un automòbil i a 154 n'hi havia dos o més.

### Piràmide de població
La piràmide de població per edats i sexe el 2009 era:
| Homes | Edats   | Dones |
| ----- | ------- | ----- |
| 0     | 95 o +  | 0     |
| 0     | 90 a 94 | 0     |
| 12    | 85 a 89 | 16    |
| 4     | 80 a 84 | 16    |
| 24    | 75 a 79 | 44    |
| 16    | 70 a 74 | 20    |
| 36    | 65 a 69 | 44    |
| 36    | 60 a 64 | 40    |
| 32    | 55 a 59 | 28    |
| 24    | 50 a 54 | 48    |
| 28    | 45 a 49 | 28    |
| 72    | 40 a 44 | 52    |
| 52    | 35 a 39 | 52    |
| 24    | 30 a 34 | 44    |
| 24    | 25 a 29 | 12    |
| 52    | 20 a 24 | 40    |
| 52    | 15 a 19 | 36    |
| 68    | 10 a 14 | 52    |
| 52    | 5 a 9   | 48    |
| 32    | 0 a 4   | 24    |

## Economia
El 2007 la població en edat de treballar era de 744 persones, 519 eren actives i 225 eren inactives. De les 519 persones actives 431 estaven ocupades (263 homes i 168 dones) i 86 estaven aturades (41 homes i 45 dones). De les 225 persones inactives 65 estaven jubilades, 56 estaven estudiant i 104 estaven classificades com a «altres inactius».

### Ingressos
El 2009 a Blagny hi havia 492 unitats fiscals que integraven 1.228,5 persones, la mediana anual d'ingressos fiscals per persona era de 15.399 €.

### Activitats econòmiques
Dels 43 establiments que hi havia el 2007, 2 eren d'empreses extractives, 2 d'empreses alimentàries, 1 d'una empresa de fabricació de material elèctric, 2 d'empreses de fabricació d'altres productes industrials, 6 d'empreses de construcció, 13 d'empreses de comerç i reparació d'automòbils, 2 d'empreses de transport, 2 d'empreses d'hostatgeria i restauració, 1 d'una empresa immobiliària, 5 d'empreses de serveis, 5 d'entitats de l'administració pública i 2 d'empreses classificades com a «altres activitats de serveis».
Dels 12 establiments de servei als particulars que hi havia el 2009, 3 eren tallers de reparació d'automòbils i de material agrícola, 3 paletes, 2 fusteries, 1 lampisteria, 2 perruqueries i 1 restaurant.
Dels 4 establiments comercials que hi havia el 2009, 2 eren supermercats, 1 una botiga de menys de 120 m² i 1 una botiga de roba.
L'any 2000 a Blagny hi havia 8 explotacions agrícoles que ocupaven un total de 440 hectàrees.

## Equipaments sanitaris i escolars
L'únic equipament sanitari que hi havia el 2009 era una farmàcia.
El 2009 hi havia una escola elemental.

## Poblacions més properes
El següent diagrama mostra les poblacions més properes.